# 732

## Eventos
- Inscrições de Orcom — primeira ocorrência conhecida do alfabeto de Orcom, a mais antiga forma de escrita de uma língua turca.

- Batalha de Poitiers entre exércitos árabes e francos, liderados por Carlos Martel. Os francos vencem a batalha e com isso barram o avanço árabe na Europa.

## Mortes
- Abderramão ibne Abdalá Algafequi